# Patinação sobre rodas nos Jogos Pan-Americanos de 1987
A patinação sobre rodas nos Jogos Pan-Americanos de 1987 foi disputada em Indianápolis, Estados Unidos. Houve competições de patinação de velocidade, patinação artística e hóquei sobre patins.

## Medalhistas
Velocidade masculino
| Evento                                   | Ouro              | Prata                   | Bronze                |
| ---------------------------------------- | ----------------- | ----------------------- | --------------------- |
| 300 m contra o relógiomasculino detalhes | José Lozano (ARG) | Doug Glass (USA)        | Anthony Muse (USA)    |
| 1500 m masculino detalhes                | Dante Muse (USA)  | Guillermo McCargo (ARG) | Hernán Díaz (COL)     |
| 5000 m masculino detalhes                | José Lozano (ARG) | Dante Muse (USA)        | Marcelo Losauro (ARG) |
| 10000 m masculino detalhes               | José Lozano (ARG) | César Hurtado (COL)     | Mike Müller (USA)     |
| 20000 m masculino detalhes               | José Lozano (ARG) | César Hurtado (COL)     | Doug Glass (USA)      |
| Revezamento 10000 m masculino detalhes   | ARG Argentina     | USA Estados Unidos      | CRC Costa Rica        |

Velocidade feminino
| Evento                                   | Ouro                    | Prata                   | Bronze                  |
| ---------------------------------------- | ----------------------- | ----------------------- | ----------------------- |
| 300 m contra o relógio feminino detalhes | Beth Tucker (USA)       | Darlene Kessinger (USA) | Patricia Cerezo (ARG)   |
| 1500 m feminino detalhes                 | Nora Meledi (ARG)       | Lori Feger (USA)        | Claudia Rodríguez (ARG) |
| 3000 m feminino detalhes                 | Darlene Kessinger (USA) | Luz Tristán (COL)       | Beth Tucker (USA)       |
| 5000 m feminino detalhes                 | Luz Tristán (COL)       | Isabel Gutiérrez (COL)  | Deanna Parker (USA)     |
| 10000 m feminino detalhes                | Rosana Sastre (ARG)     | Beth Tucker (USA)       | Brenda Nyll (PUR)       |
| Revezamento 5000 m feminino detalhes     | USA Estados Unidos      | ARG Argentina           | COL Colômbia            |

Artística
| Evento                              | Ouro                  | Prata               | Bronze                  |
| ----------------------------------- | --------------------- | ------------------- | ----------------------- |
| Rotina artística masculino detalhes | Skip Clinton (USA)    | Kevin Carroll (USA) | Juan Reckziegel (ARG)   |
| Programa longo masculino detalhes   | Gregg Smith (USA)     | Scott Cohen (USA)   | Edwin Guevara (COL)     |
| Rotina artística feminino detalhes  | Debbie Erdman (USA)   | Renee Gerig (USA)   | Claudia DiLuciano (ARG) |
| Rotina livre feminino detalhes      | Debbie Erdman (USA)   | Renee Gerig (USA)   | Claudia DiLuciano (ARG) |
| Programa longo feminino detalhes    | Patti Jefferson (USA) | Tammy Jerue (USA)   | Carolina Saldano (ARG)  |
| Duplas detalhes                     | USA Estados Unidos    | USA Estados Unidos  | COL Colômbia            |
| Dança detalhes                      | USA Estados Unidos    | USA Estados Unidos  | CAN Canadá              |

Hóquei
| Evento                       | Ouro          | Prata              | Bronze     |
| ---------------------------- | ------------- | ------------------ | ---------- |
| Hóquei sobre patins detalhes | ARG Argentina | USA Estados Unidos | BRA Brasil |